# Sarolta Auguszta württembergi királyné
Sarolta Auguszta württembergi királyné, született Sarolta Auguszta brit és hannoveri királyi hercegnő (angolul: Princess Charlotte Augusta of Great Britain and Hanover, németül: Königin Charlotte Auguste von Württemberg, teljes nevén Charlotte Augusta Mathilda; London, 1766. szeptember 19. – Ludwigsburg, 1828. október 5.) brit és hannoveri királyi hercegnő, házassága révén Württemberg uralkodó hercegnéje, később választófejedelemnéje, majd végül királynéja.

## Származása és gyermekkora
Sarolta Auguszta királyi hercegnő 1766-ban született a londoni Buckhingham Palotában III. György brit és hannoveri király és Sarolta mecklenburg–strelitzi hercegnő első leányaként. Mivel a brit királyi pár első leánygyermeke volt, megkapta a Princess Royal címet.
1766. október 27-én keresztelte meg a Szent Jakab Palotában a canterburyi érsek, Thomas Secker. Keresztszülei VII. Keresztély dán király és felesége, Karolina Matild királyné lettek. Gyermekkora jó részét tizennégy testvére társaságában töltötte a Buckingham Palotában, a Kew-palotában és a windsori kastélyban.

## Házassága
1797. május 18-án a Szent Jakab Palota kápolnájában Sarolta Auguszta hercegnő feleségül ment Frigyes württembergi trónörökös herceghez, Frigyes Eugén württembergi uralkodó herceg legidősebb fiához. A korkülönbség közte és Frigyes herceg között tizenkét év volt; Sarolta Augusztát a brit–württembergi kapcsolatok megerősítésének céljából adták feleségül a trónörököshöz. Frigyes hercegnek ez már a második házassága volt; első feleségétől, az 1788-ban elhunyt Auguszta Karolina braunschweig–wolfenbütteli hercegnőtől négy gyermeke született, akik közül azonban a második leány, Zsófia hercegnő egyévesen elhalálozott. A herceg első feleségével való kemény, erőszakos bánásmódjáról rémhírek terjengtek; Auguszta Karolina hercegnő élete utolsó hónapjaiban az orosz cárnő segítségét kérve külön élt férjétől.
Frigyes herceg és Sarolta Auguszta hercegnő kapcsolatából mindössze egyetlenegy gyermek született, egy koraszülött kisleány 1798. április 25-én. Sarolta Auguszta nem szólt bele férje politikájába, ám mostohagyermekeinek nevelését magára vállalta. Különösen  szoros kapcsolatot alakított ki Frigyes első leányával, Katalin Friderika hercegnővel, akiből később Jérôme Bonaparte felesége, Vesztfália királynéja lett.

## Württembergi királynéként

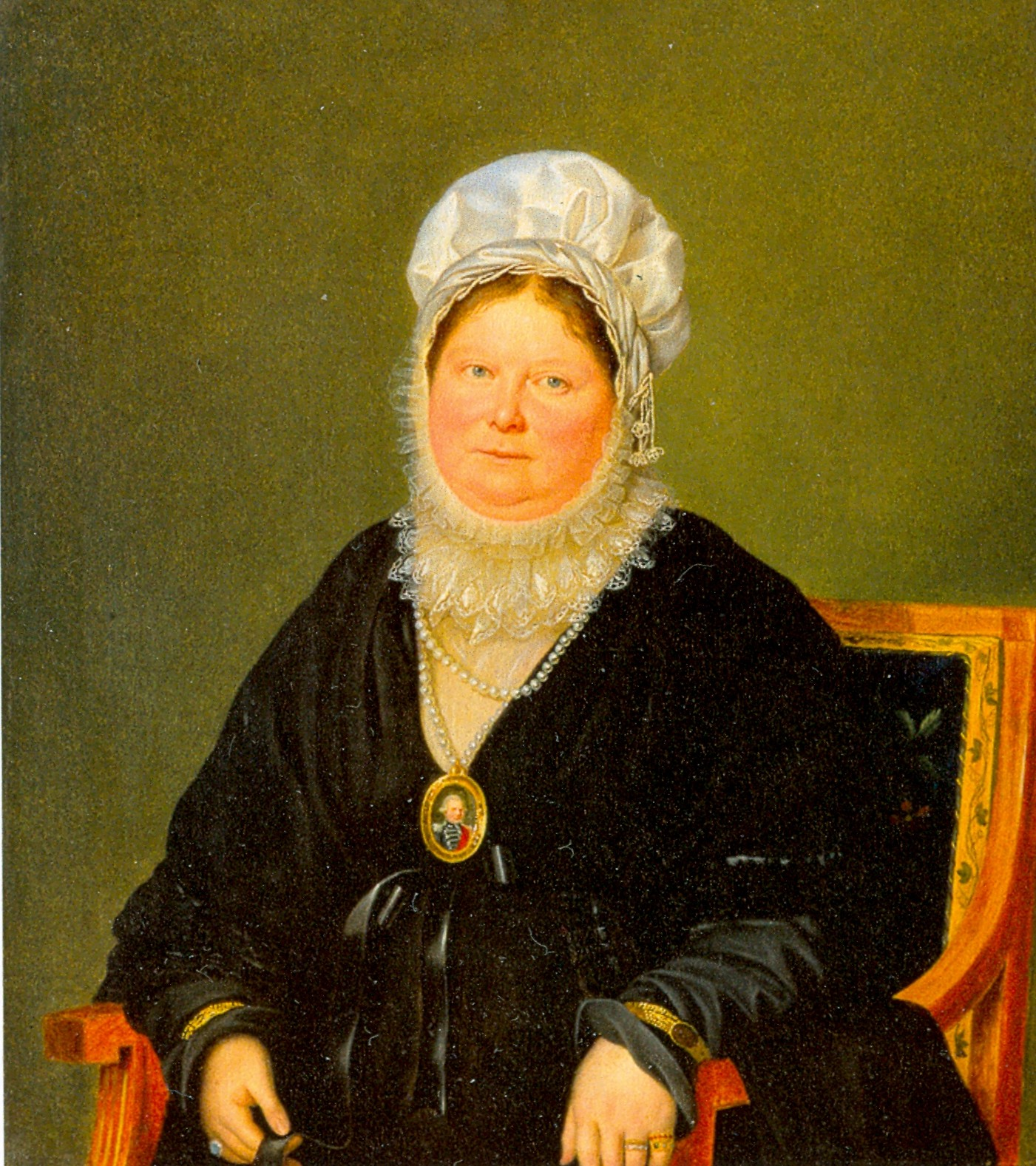
Az özvegy Sarolta Auguszta anyakirályné (1827; Franz Seraph Stirnbrand)

1797. december 22-én elhunyt Frigyes Eugén herceg, Sarolta Auguszta Württemberg uralkodó hercegnéje, míg férje II. Frigyes néven Württemberg uralkodó hercege lett. 1800-ban francia csapatok szállták meg Württemberget, így a hercegi pár kénytelen volt Bécsbe menekülni. A következő évben II. Frigyes herceg tárgyalásokat kezdett a francia kormánnyal, melynek eredményeként az ország Franciaország szövetségese lett; és 1803. február 25-én Frigyes és Sarolta Auguszta Württemberg választófejedelme, illetve választófejedelemnéje lettek. 1805. december 26-án I. Napóleon francia császár fegyveres támogatásért cserébe Württemberg királyi párjává emelte Frigyest és Sarolta Augusztát. A koronázást Stuttgartban tartották 1806. január 1-jén, Frigyes választófejedelem I. Frigyes királyként foglalta el a trónt.
A Württembergi Királyság kivált a Német-római Birodalomból, és csatlakozott Napóleon rövid életű Rajnai Szövetségéhez. III. György király, Sarolta Auguszta királyné édesapja a Napóleonnal ellentétes oldalon állt. A brit uralkodó megtagadta leánya és veje királyi címének elismerését. 1813-ban I. Frigyes király elfordult Napóleontól, és csatlakozott a szövetségesekhez, mely lépésében nagy segítségére volt sógora, György brit régensherceg. Napóleon bukása után a bécsi kongresszuson hivatalosan is elismerték I. Frigyes és Sarolta Auguszta királyi rangját.
I. Frigyes király 1830. október 30-án hunyt el. Sarolta Auguszta anyakirályné a Ludwigsburg palotában élt; idejét többnyire testvérei látogatásai töltötték ki. 1819-ben egyike lett Viktória brit királynő keresztszüleinek. 1827-ben, házassága óta először tért vissza szülőföldjére, hogy ödémáját gyógykezeljék. A ludwigsburgi palotában hunyt el 1828. október 5-én, itt is temették el.